# Макдональд, Оливер
Джозеф Оливер Макдональд (англ. Joseph Oliver MacDonald; 20 февраля 1904, Патерсон, Нью-Джерси, США — 14 апреля 1973, Флемингтон, Нью-Джерси, США) — американский легкоатлет, который специализировался в беге на короткие дистанции.

## Биография
Выпускник Пенсильванского университета (1927).
Олимпийский чемпион в эстафете 4×400 метров (1924). Эксрекордсмен мира в эстафете 4×400 метров. Чемпион США в эстафетах 4×110 и 4×220 ярдов (1925).
По окончании спортивной карьеры вел собственную стоматологическую практику (1927—1959), позже — имел собственный брокерский бизнес в сфере купли-продажи недвижимости.